# Цедек хеврати
Цедек хеврати (ивр. צדק חברתי‎, Социальная справедливость) — левоцентристская израильская политическая партия, основанная в 2007 году Аркадием Гайдамаком, а с 2009 года возглавляемая Гадом Хараном. 
1 мая 2018 года партия объединилась с Советом пожилых граждан (бывшими членами Партии пенсионеров), чтобы вместе участвовать в выборах 21-го кнессета.

## История создания
Движение «Цедек хеврати» было создано после публикации опросов, которые предрекали движению во главе с Аркадием Гайдамаком большой успех на выборах, вплоть до получения 5 мест в Кнессете. Объявление о создании движения было сделано на пресс-конференции 21 февраля 2007 года и было широко распространено в израильских СМИ. Гайдамак сказал на пресс-конференции, что когда движение выйдет на выборы, он не намерен быть кандидатом в члены Кнессета от этого движения, а исключительно контролировать деятельность движения и в качестве его председателя баллотироваться на пост главы муниципалитета Иерусалима на местных выборах в ноябре 2008 года. Кроме того, Гайдамак изначально объявил, что движение поддержит кандидатуру премьер-министра Биньямина Нетаньяху на посту премьер-министра.
10 июля 2007 года Гайдамак объявил «Цедек хеврати» настоящей политической партией, заявив, что необходимость вытеснить правительство Эхуда Ольмерта оправдывает создание новой партии. 12 июля состоялся первый съезд зарегистрированной партии «Цедек хеврати» в иерусалимском отеле «Ренессанс».
На выборах в местные советы 11 ноября 2008 года партия послала своих представителей в десятки местных советов, а сам Гайдамак выставил свою кандидатуру в мэры Иерусалима. Одной из его стратегий стала попытка привлечь избирателей от палестинского населения Иерусалима. Гайдамак потерпел сокрушительное поражение, когда получил менее 4 процентов голосов, а его список в Иерусалиме не преодолел избирательного барьера. На выборах в местный совет Тель-Авива партия получила всего одно место.